# Klasifikace vodácké obtížnosti

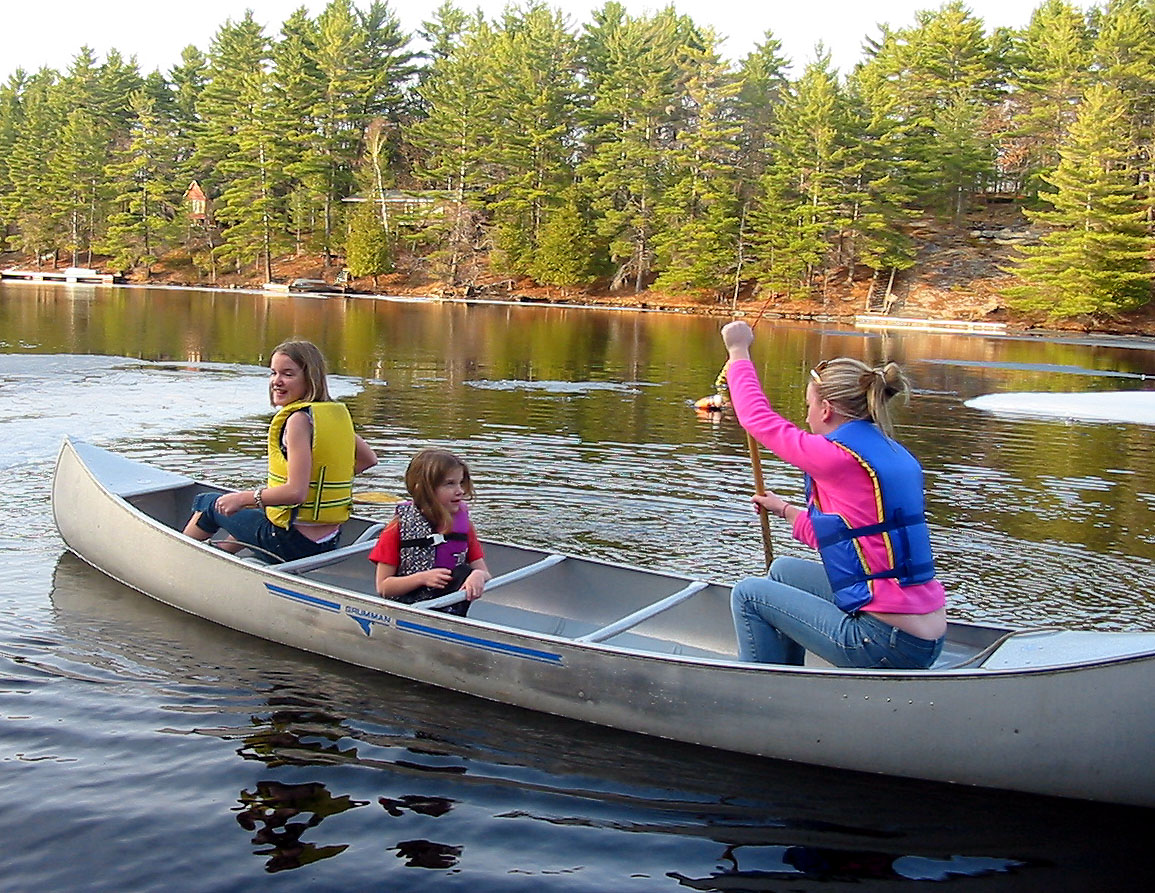
Turistika na kánoi

Pro účely vodní turistiky se sjízdné úseky toků řek hodnotí stupněm obtížnosti, který se zapisuje níže uvedenými zkratkami. Existují dva hlavní systémy hodnocení vodácké obtížnosti: alpský, používaný např. ve střední Evropě, a americký, který organizace American Whitewater prohlašuje za mezinárodní. Alpský systém dělí toky do dvou hlavních skupin na mírné (ZW) a divoké (WW) a ty pak dále člení, americký „mezinárodní“ systém rozlišuje šest tříd obtížnosti tekoucí vody, které přibližně odpovídají alpským stupňům WW I až VI, ale ne zcela přesně.
Stupeň obtížnosti se stanovuje podle nejtěžších míst na daném úseku, ale mezi ně se nezapočítávají ojedinělé krátké překážky, které lze překonat jinak (přenést), jako typicky jezy. Pokud na daném úseku významně převládá obtížnost nižší, jen s několika těžšími úseky, je možno uvést nižší stupeň obtížnosti odpovídající většině toku a stupeň těžších úseků uvést za něj do závorky. Pokud se v úseku obtížnost často střídá, takže není účelné rozdělit hodnocení na kratší úseky podle jednotlivých obtížností, uvádí se rozmezí stupňů oddělené pomlčkou, nejprve nižší, poté vyšší.
Obtížnost vodního toku je velmi závislá na vodním stavu (průtoku). Stupeň obtížnosti se obvykle uvádí pro průtok, který je pro danou řeku typický v její vodácké sezóně, což většinou odpovídá stavům těsně nad limitem sjízdnosti. Za vyššího stavu obtížnost vzrůstá, často i o několik stupňů nebo za hranici sjízdnosti. Za extrémně vysokých stavů může obtížnost splutí opět klesat, protože obvyklé překážky jsou hluboko pod hladinou (mohou se ale vyskytnout jiné, např. mosty, stromy). Jiná věc je nebezpečí pohybu na řece, které je výšce hladiny víceméně přímo úměrné.
Obecně platí, že informace o vodácké obtížnosti (ve vodáckých průvodcích a mapách) je orientační a pro zhodnocení skutečné obtížnosti plavby je třeba vzít v potaz momentální stav vody, případně předem prohlédnout problematické pasáže ze břehu.

## Alpská klasifikace

### Mírná voda
V alpském systému se značuje se zkratkou ZW (z německého Zahmwasser, tj. „mírná voda“). V novější literatuře se tato kategorie často již nijak nedělí s odůvodněním, že obtížnost všech stupňů mírné vody je v podstatě stejná. Značná část autorů se ovšem drží starého systému a proudící vodu dělí do tří stupňů, neboť toto nese podstatnou informaci například pro odvození rychlosti plavby.
| označení | charakteristika | vhodná plavidla                   | příklad            |
| -------- | --- | --------------------------------- | ------------------ |
| ZW A     | stojatá nebo slabě proudící voda, max rychlost 4 km/h                                                                     | plachetnice, veslice              | přehrady apod.     |
| ZW B     | mírně proudící voda, rychlost chůze (okolo 5 km/h)                                                                        | veslice, otevřené kanoe           | Lužnice z Dobronic |
| ZW C     | tekoucí voda, rychlost přesahuje 6 km/h, proud je souvislý, netvoří vlny, ale za překážkami se mohou tvořit zpětné proudy | otevřené kanoe, sportovní pramice | Berounka           |

ZW nevyžaduje větší vodácké dovednosti nežli v případě potřeby být schopen včas přistát před překážkou, popř. uhnout z plavební dráhy. Znalost plavání není nutná, ale neplavci by měli být vybaveni plovací vestou. Ta je v některých případech vhodná i pro dobré plavce, např. při velké vzdálenosti ke břehu na širých vodních plochách.
Přestože přehrady a jiné vodní plochy spadají z definice do nejlehčí kategorie ZW A, při mimořádných povětrnostních podmínkách (např. vichřice) zde mohou vznikat i metr a více vysoké vlny a taková voda se může stát naopak velmi nebezpečnou.

### Divoká voda
Označuje se zkratkou WW (z německého Wildwasser, tj. „divoká voda“) a římskými číslicemi se rozlišují stupně:
| označení | charakteristika | vhodné pro                                                         | vhodná plavidla                                                     | doporučené minimální vybavení                                              | příklad                                           |
| -------- | --- | ------------------------------------------------------------------ | ------------------------------------------------------------------- | -------------------------------------------------------------------------- | ------------------------------------------------- |
| WW I     | lehké peřeje nebo meandry | mírně pokročilé                                                    | otevřená kanoe, sportovní pramice                                   | plovací vesta                                                              | Vltava kolem Dívčího kamene                       |
| WW II    | mírně těžké peřeje, praktická hranice sjízdnosti pro otevřenou loď                                                                                   | zkušené                                                            | kajak, (polo)uzavřená kanoe, malé nafukovací lodě                   | plovací vesta, helma                                                       | Svratka v úseku Doubravník—Borač                  |
| WW III   | těžké peřeje s vysokými nepravidelnými vlnami, obtížná rozhraní, malé válce, nelze vždy snadno určit optimální trasu                                 | sehraná posádka                                                    | zavřené lodě, samovylévací nafukovací kajaky nebo kanoe, malé rafty | plovací vesta, helma, házecí pytlík                                        | Otava z Čeňkovy pily                              |
| WW IV    | velmi těžké peřeje, vlny s hřebeny (zabaláky), válce, víry a velké karfioly, obtížná samozáchrana, trať by měla být známa předem                     | fyzicky zdatné zkušené posádky v navzájem se jistící skupině       | zavřené lodě, nafukovací kanoe pro těžký terén, rafty               | plovací vesta pro těžký terén, helma, házecí pytlík, zdravotnické vybavení | některé úseky peřejí na Vltavě mezi Lipnem I a II |
| WW V     | extrémně těžké peřeje, zabaláky, těžké válce, spodní proudy, skoky, omezené možnosti samozáchrany, nutná prohlídka a detailní znalost průjezdu tratí | výjimečně zdatné a sehrané skupiny, jištění ze břehu               | zavřené lodě, velké rafty                                           | plovací vesta pro těžký terén, helma, házecí pytlík, zdravotnické vybavení | Labe — kaskáda ve Vrchlabí                        |
| WW VI    | hranice sjízdnosti, nejtěžší podoba všech možných překážek                                                                                           | týmy speciálně sestavené a trénující za účelem splutí daného úseku | lodě speciálních konstrukcí dle podmínek daného úseku               | nejlepší dostupné vybavení dle podmínek daného úseku                       | vodopády na Mumlavě                               |

(Doporučení v této tabulce jsou pouze orientační, podmínky v rámci jednoho stupně se mohou velmi lišit, například podle velikosti toku.)
V současnosti se často používá doplňující označení znaménky plus a minus uváděnými za číslem stupně, kdy toto značí obtížnost přesahující průměr ve své kategorii, resp. obtížnost nižší než průměr.
Nesjízdné úseky toků, obvykle jen jednotlivé překážky, se označují křížkem nebo v textu písmenem X.
Vzhledem k vývoji nových materiálů, konstrukcí lodí a dalších pomůcek se náhled na hodnocení jednotlivých toků postupem času mění. Je proto možné, že stejný úsek bude v novější literatuře hodnocen nižším stupněm nežli v literatuře starší, zejména pokud jde o místa dříve považovaná za nesjízdná. Ale mění se i jednotlivé toky, a to jak přirozenou cestou, tak především zásahy člověka.

## „Mezinárodní“ klasifikace a srovnání s alpskou
| označení                                 | charakteristika | ukázka | korespondující stupeň alpské klasifikace |
| ---------------------------------------- | --- | ------ | ---------------------------------------- |
| I. třida: snadné                         | rychle tekoucí voda s peřejkami a vlnkami, překážek je málo a lze se jim snadno vyhnout bez velkých dovedností |        | ZW C až WW I                             |
| II. třída: pro začátečníky               | jednoduché peřeje se širokou a jasnou proudnicí, občas potřeba manévrovat, vyžaduje základní zkušenost s ovládáním lodě |        | WW I až WW II                            |
| III. třída: pro středně pokročilé        | peřeje s místy nepravidelnými vlnami, které mohou zalít otevřenou loď, vyžaduje jistotu v ovládání lodi, pro méně zkušené vodáky vhodná prohlídka ze břehu |        | WW II až WW III                          |
| IV. třída: pro pokročilé                 | silné, ale ještě předvídatelné peřeje, nutno mít loď stavěnou na bouřlivou vodu, znalost zpětného záběru nezbytná, prohlídka ze břehu potřebná alespoň pro první splutí |        | WW III až WW IV                          |
| V. třída: pro zkušené                    | dlouhé divoké peřeje s překážkami a skoky, často nepředvídatelnými, prohlídka ze břehu potřebná, ale často nemožná, splutí vyžaduje skvělou fyzickou a psychickou kondici, špičkové vybavení a velké zkušenosti s plavbou i záchranou Třída se dále člení podle vzrůstající obtížnosti na stupně 5.0, 5.1, 5.2 atd., přičemž každý další je o třídu náročnější než předchozí. |        | WW V až VI                               |
| VI. třída: extrémní a neprobádané peřeje | hranice sjízdnosti, splutí je hazardní i pro zkušené jedince za optimálních podmínek Po opakovaném splutí může být úsek na základě získaných zkušeností překlasifikován na V. třídu patřičného stupně. |        | WW VI+                                   |

Celkově je tato stupnice zaměřena spíše na míru rizika pohybu na řece nežli na obtížnost splutí. Tomu odpovídá i zahrnutí dalších faktorů, jako dostupnost koryta apod. Proto je přirovnání ke stupňům podle alpského systému jenom velmi přibližné.